# Den tokiga månen
Den tokiga månen (engelska: The Mad Moon) är en science fiction-novell skriven av Stanley G. Weinbaum, ursprungligen publicerad i december 1935 i tidskriften Astounding Stories. På svenska publicerades den första gången år 1957.

## Handling
Grant Calthorpe påbörjar, efter en ekonomisk krasch år 2110, en karriär som handelsman på Io där Loonies-folket byrter ut läkemedlet Farva mot choklad. Från Io finns även en till art, Slinkers. Efter att ha drabbats av feber stöter han på en annan människa Lee Neilan, som råkat ut för en flygolycka, och tror hon ser i syne. Han räddar henne från Slinkers anfall, men efter att Grant Calthorpes stuga angripits tvingas de fly upp i bergen. De upptäcker en övergiven stad, ruinerna av den en gång blomstrande Loonie-civilisationen. Grant Calthorpe dödar sedan Slinkers med sin eldkastare, och snart dyker en räddningsfarkost upp. Berättelsen slutar med att Lee Neilans far dyker upp och erbjuder Grant Calthorpe ett bättre jobb, samt förlovningen mellan Grant Calthorpe och Lee Neilan.

### Fotnoter
1. ↑  ”Stanley G. Weinbaum”. Datorföreningen Lysator. http://www.lysator.liu.se/~unicorn/sweden-sf/Weinbaum,_Stanley_G.html. Läst 2 oktober 2014.
2. ↑  ”The Mad Moon” (på engelska). Forgotten Futures XI. 1 december 1935. http://www.forgottenfutures.com/game/ff11/html/ffxi.htm. Läst 2 oktober 2014.